# Etowah (Arkansas)
Etowah – miasto w Stanach Zjednoczonych, w stanie Arkansas, w hrabstwie Mississippi.